# Óscar Hinks
Óscar Sion Hinks Grant (20 settembre 1985) è un giocatore di calcio a 5 panamense, campione nordamericano con la nazionale panamense nel 2024.

## Carriera
Hinks è stato protagonista per quasi due decenni della Nazionale maschile di calcio a 5 di Panama con cui ha vinto, nel 2024, il primo campionato nordamericano della storia della selezione. Ha inoltre partecipato a due edizioni della Coppa del Mondo.

## Palmarès
- CONCACAF Futsal Championship: 1
Nicaragua 2024